# توني ميرشنت (دراج)
توني ميرشنت (بالإنجليزية: Tony Marchant)‏ هو دراج أسترالي، ولد في 28 أغسطس 1937 في سيتي أوف كينغستون في أستراليا.

## وصلات خارجية
- توني ميرشنت على موقع أرشيف الدراجات (الإنجليزية)
- توني ميرشنت على موقع أوليمبيديا (الإنجليزية)
- توني ميرشنت على موقع اللجنة الأولمبية الأسترالية (الإنجليزية)